# Melilotus sulcatus
Melilotus sulcatus é uma espécie de planta com flor pertencente à família Fabaceae. 
A autoridade científica da espécie é Desf., tendo sido publicada em Flora Atlantica 2: 193. 1799.
Os seus nomes comuns são anafe, anafe-sulcado ou trevo-de-seara.

## Portugal
Trata-se de uma espécie presente no território português, nomeadamente em Portugal Continental e no Arquipélago da Madeira.
Em termos de naturalidade é nativa das duas regiões atrás indicadas.

## Protecção
Não se encontra protegida por legislação portuguesa ou da Comunidade Europeia.